# Макаревич Микола Миколайович
Микола Миколайович Макаревич (9 лютого 1988, Зубра, Львівська область — 4 березня 2023, бої за Бахмут) — український військовослужбовець, лейтенант 125-ї бригади територіальної оборони ЗСУ, учасник російсько-української війни. Герой України (2023).

## Життєпис
Микола Макаревич народився 9 лютого 1988 року в селі Зубрі, нині Солонківської громади Львівського району Львівської области України.
На фронт пішов добровольцем. Командир роти 125-ї бригади ТрО. Загинув 4 березня 2023 року в боях за Бахмут.
Похований 7 березня 2023 року в рідному селі.
Залишилися батьки, дружина та син.

## Нагороди
- звання Герой України з удостоєнням ордена «Золота Зірка» (8 липня 2023, посмертно) — за особисту мужність і героїзм, виявлені у захисті державного суверенітету та територіальної цілісності України, самовіддане служіння Українському народові[1].